# Malcolm McCredie
Malcolm McCredie (nascido em 3 de outubro de 1942) é um ex-ciclista australiano que competiu nos Jogos Olímpicos de Verão de 1964, representando a Austrália.